# Конштанса Саншіс
Коншта́нса Са́ншіс (порт. Constança Sanches; травень 1182 — 3 серпня 1202) — португальська інфанта. Представниця португальського Бургундського дому. Народилася в Коїмбрі, Португалія. Третя донька португальського короля Саншу I й арагонської інфанти Дульси. Коротко згадується у «Коїмбрській хроніці». Після 1186 року не зазначається в документах батьківської канцелярії, що може свідчити про її смерть у дитинстві. Згідно з некрологом Морейрівського монастиря святого Спасителя померла 3 серпня 1202 року, в 20-річному віці. Похована у Лорванському монастирі стараннями своєї старшої сестри Терези. Також — Конста́нція (лат. Constantia), Конста́нса (ісп. Constanza), Коншта́нса Португальська (порт. Constançade Portugal).